# Johns Hopkins Ridge
Johns Hopkins Ridge ist ein markanter Gebirgskamm im ostantarktischen Viktorialand. In der Royal Society Range erstreckt er sich vom Mount Rucker 10 km nach Norden. 
Das Gebiet wurde vom United States Geological Survey und mithilfe von Luftaufnahmen der United States Navy kartografisch erfasst. Das Advisory Committee on Antarctic Names benannte den Gebirgskamm 1963 nach der Johns Hopkins University in Baltimore, Maryland, die zahlreiche Forscher für Arbeiten in Antarktika entsandt hatte.